# Januszkowice (Subkarpaten)
Januszkowice is een dorp in de Poolse woiwodschap Subkarpaten. De plaats maakt deel uit van de gemeente Brzostek.